# جوس شرودر
جوس شرودر هو منافس ألعاب قوى بلجيكي، ولد في 17 فبراير 1950.

## وصلات خارجية
- جوس شرودر على موقع أوليمبيديا (الإنجليزية)